# Johann Nepomuk Streibl
Johann Nepomuk Streibl (* 25. März 1830 in Dorfen; † 7. April 1914 in Ulm) war ein deutscher Verwaltungsjurist.

## Familie
Streibl war der Sohn des Brauereibesitzers Johann Nepomuk Streibl in Dorfen und seiner Frau Josepha, geb. Galler. 1871 heiratete er Franziska Absmeyer.

## Leben
Johann Nepomuk Streibl studierte nach dem Gymnasialabschluss 1849 am (heutigen) Wilhelmsgymnasium München Rechtswissenschaften an der Ludwig-Maximilians-Universität München und wurde dort 1849 Mitglied des Corps Franconia. Nach dem Universitätsexamen wurde er als Rechtspraktikant in Erding beschäftigt, nach dem Staatsexamen zunächst weiter in Erding, dann als Funktionär in Mühldorf. Im Februar 1864 wurde er Bezirksamtsassessor in Pfarrkirchen und 1865 in gleicher Funktion nach Altötting versetzt. Am 6. März 1879 wurde er zum Bezirksamtmann in Königshofen im Grabfeld ernannt. 1884 wurde er Bezirksamtmann in Landsberg am Lech. 1894 erhielt er Rang und Titel eines Königlich bayerischen Regierungsrats und wurde Ritter IV. Klasse des Verdienstordens vom Heiligen Michael. Nach seinem Abschied aus dem Staatsdienst (1900) verzog er zunächst nach München. 1906 ließ er sich in Ulm nieder, wo ein Sohn als Rechtsanwalt tätig war.